# Ligne 6 du tramway de Prague
Pour les articles homonymes, voir Ligne 6.
La ligne 6 du tramway de Prague est une ligne de tramway  qui relie Spořilov à Sídliště Barrandov.

## Tracé et stations
La ligne 6 relie Spořilov (au Sud-Est de la ville) à Sídliště Barrandov (au Sud-Ouest) via le centre-ville. En pratique, son itinéraire est généralement limité au tronçon Spořilov - Smíchovské nádraží.

### Les stations
|  |   |  | Stations              | Districts municipaux desservis | Correspondances         |
|  | - |  | --------------------- | ------------------------------ | ----------------------- |
|  | o |  | Spořilov              | Prague 4                       | 11                      |
|  | o |  | Teplárna Michle       | Prague 4                       | 11                      |
|  | o |  | Chodovská             | Prague 4                       | 11                      |
|  | o |  | Plynárna Michle       | Prague 4                       | 11                      |
|  | o |  | Michelská             | Prague 4                       | 11                      |
|  | o |  | Pod Jezerkou          | Prague 4                       | 11                      |
|  | o |  | Horky                 | Prague 4                       | 11                      |
|  | o |  | Náměstí Bratří Synků  | Prague 4                       | 11 13 18                |
|  | o |  | Divadlo Na Fidlovačce | Prague 4                       | 7 18 24                 |
|  | o |  | Svatoplukova          | Prague 2                       | 7 18 24                 |
|  | o |  | Ostrčilovo náměstí    | Prague 2                       | 7 18 24                 |
|  | o |  | Albertov              | Prague 2                       | 7 18 24                 |
|  | o |  | Botanická zahrada     | Prague 2                       | 18 24                   |
|  | ↑ |  | Moráň                 | Prague 2                       | 3 4 10 16 18 22 24      |
|  | o |  | Karlovo náměstí       | Prague 2                       | 3 4 10 16 18 22 24      |
|  | o |  | Národní třída         | Prague 1                       | 9 18 22                 |
|  | o |  | Národní divadlo       | Prague 1                       | 9 12 17 18 22           |
|  | o |  | Újezd                 | Prague 5                       | 9 12 20 22              |
|  | o |  | Švandovo divadlo      | Prague 5                       | 9 12 20 22              |
|  | o |  | Arbesovo náměstí      | Prague 5                       | 9 12 20 22              |
|  | o |  | Anděl                 | Prague 5                       | 4 7 9 10 12 14 16 20 22 |
|  | o |  | Na Knížecí            | Prague 5                       | 7 12 14 20 22           |
|  | o |  | Plzeňka               | Prague 5                       | 12 14 20                |
|  | o |  | Smíchovské nádraží    | Prague 5                       | 12 14 20                |
|  | o |  | ČSAD Smíchov          | Prague 5                       | 12 14 20                |
|  | o |  | Lihovar               | Prague 5                       | 12 14 20                |
|  | o |  | Zlíchov               | Prague 5                       | 12 14 20                |
|  | o |  | Hlubočepy             | Prague 5                       | 12 14 20                |
|  | o |  | Geologická            | Prague 5                       | 12 14 20                |
|  | o |  | K Barrandovu          | Prague 5                       | 12 14 20                |
|  | o |  | Chaplinovo náměstí    | Prague 5                       | 12 14 20                |
|  | o |  | Poliklinika Barrandov | Prague 5                       | 12 14 20                |
|  | o |  | Sídliště Barrandov    | Prague 5                       | 12 14 20                |

## Exploitation de la ligne
La ligne 6 est exploitée par Dopravní podnik hlavního města Prahy, la société des transports publics de la ville de Prague. Elle ne circule que du lundi au vendredi.
Bien que la ligne 6 aille jusque Sídliště Barrandov, elle n'emprunte la totalité du parcours qu'à certaines heures de la journée. La plupart des itinéraires de la ligne se limitent à Smíchovské nádraží.
L'arrêt Moráň n'est desservi qu'en direction de Spořilov.